# Anno mondiale del jamboree
Anno mondiale del jamboree (World Scout Jamboree Year/Année mondiale des jamborees) è il nome assunto dal jamboree mondiale dello scautismo che si sarebbe dovuto svolgere nel luglio del 1979 in Iran a Nishapur e che fu annullato a causa dell'instabilità politica del paese ospitante.

## Organizzazione
Il luogo dell'evento fu deciso alla 24ª Conferenza mondiale dello scautismo, svoltasi a Nairobi nel 1973. Venne soprannominato da subito "O.K. Camp", dalle iniziali del nome del parco pubblico designato, dedicato allo scienziato persiano Omar Khayyam. Si tratta di un'area di 10 km² a circa 7 km dal centro abitato e vicina al confine con l'Afghanistan ed il Turkmenistan, all'interno del quale si trova anche un mausoleo.
Negli anni precedenti l'evento vennero costruite 5 dighe per garantire l'approvvigionamento di acqua potabile al campo e per poter riempire una piscina per le attività acquatiche; furono inoltre piantati migliaia di alberi. Nel 1977 erano già pronti due dei quattro sottocampi definitivi e proprio in quei luoghi venne tenuto il secondo jamboree della regione WOSM Asia-Pacifico, per testare la logistica in preparazione dell'evento mondiale.
L'emblema proposto mostrava due cipressi stilizzati (uno dei simboli dell'Iran) piegati dal vento, uno bianco sullo sfondo ed uno rosso in primo piano, che a sua volta conteneva il logo dell'Organizzazione mondiale del movimento scout.

## Annullamento ed eventi sostitutivi
A causa degli eventi destabilizzanti della rivoluzione iraniana il jamboree fu annullato nel dicembre 1978. Al suo posto il WOSM indisse l'Anno mondiale del jamboree e organizzò diversi campi internazionali sostitutivi, tra cui i tre più importanti furono:
- il Dalajamb nel campo scout di Kopparbo (Svezia), che ricevette anche la visita del Re Carlo XVI Gustavo
- il Kristall '79 presso il Centro scout internazionale di Kandersteg (Svizzera)[5]
- il 4º Jamboree Asia-Pacifico / 12º Jamboree Australiano presso la riserva del lago Perry, a Perth (Australia)[6]

Furono inoltre realizzati parecchi oggetti commemorativi e, vista la successiva cancellazione dell'evento, la loro richiesta, e conseguentemente il valore collezionistico, crebbe di molto.
Come da tradizione consolidata, nello stesso periodo e nello stesso luogo avrebbe anche dovuto tenersi la 27ª Conferenza mondiale dello scautismo, la quale fu quindi spostata a Birmingham, nel Regno Unito.
Il jamboree successivo (al quale venne dato il numero 15), ospitato dal Canada nel 1983, ebbe come motto "Lo spirito vivrà" per mostrare come lo spirito scout della fratellanza internazionale potesse superare la cancellazione dell'evento del 1979.